# Канает, Доминик
Доминик Канает (хорв. Dominik Kanaet, 6 мая 1991, Загреб, СФРЮ) — хорватский хоккеист, центральный нападающий словацкого клуба «Дубница» и сборной Хорватии.

## Биография

### Клубная карьера
Воспитанник школы клуба «Младост» из Загреба. В возрасте 15 лет уехал в Словакию, где выступал за команды «Спартак» из Дубницы и «Маунтфилд Мартин» до февраля 2010 года. Вернулся затем в Хорватию и заключил контракт с «Медвешчаком», дебютировав в его составе в конце сезона 2009/2010 в Австрийской хоккейной лиге (провёл 15 игр и забросил две шайбы). В Слохоккей-лиге провёл два матча за второй состав «Медвешчака». В сезоне 2010/2011 в основном составе клуба провёл 58 игр, забросил 4 шайбы и отдал 4 голевые передачи. Выиграл чемпионат страны, провёл в Слохоккей-лиге девять игр за сборную Загреба. В 2012 году снова выиграл чемпионат Хорватии, сезон 2012/2013 провёл снова в Словакии за клуб «07 Детва». С 2013 года защищает цвета датского «Херлев Иглз» в Датской Суперлиге.

### Карьера в сборной
В составе сборной Хорватии до 18 лет играл на чемпионатах мира 2007, 2008 и 2009 годов во втором дивизионе. В молодёжной сборной играл на чемпионатах мира 2008 и 2009 второго дивизиона, а также на чемпионатах мира 2010 и 2011 первого дивизиона. В основной сборной играл в первом дивизионе на чемпионатах мира 2009 и 2010 годов, а также во втором дивизионе на чемпионатах мира 2011, 2012 и 2013 годов. Всего там он провёл 25 игр, забросил 12 шайб и отдал 18 голевых передач. Участвовал в квалификационных турнирах к Олимпийским играм 2010 и 2014 годов, всего провёл в их рамках шесть игр (5 шайб и 2 голевые передачи).

## Достижения

### Клубные
- Чемпион Хорватии: 2011, 2012

### В сборной
- Победитель чемпионата мира U-20 во втором дивизионе: 2009
- Победитель чемпионата мира во втором дивизионе группы A: 2013
- Лучший хоккеист чемпионата мира U-18 во втором дивизионе группы A: 2008
- Лучший нападающий чемпионата мира U-20 во втором дивизионе группы B: 2009
- Лучший хоккеист по показателю полезности чемпионата мира U-20 во втором дивизионе группы B: 2009
- Лучший хоккеист сборной Хорватии на чемпионате мира U-20 в первом дивизионе: 2010